# Nara Leão
Nara Lofego Leão (Vitória, Espírito Santo, 19 de gener de 1942 - Rio de Janeiro, 7 de juny de 1989) va ser una cantant de bossa nova i MPB i actriu ocasional brasilera. Era coneguda com "la musa de la bossa nova", i de la seva veu s'ha dit que era «delicada, dolça i sòbria». Va actuar amb músics com João Gilberto, Carlos Lyra, Luiz Eça i Ronaldo Bôscoli, entre d'altres. També va ajudar a impulsar la carrera de Chico Buarque com a compositor i a obrir pas a músics com Edu Lobo, Paulinho da Viola, Fagner i Martinho da Vila.

## Biografia
Filla petita de la parella capixaba formada per Jairo Leão, advocat, i Altina Lofego, professora. Leão era descendent, per part paterna, de portuguesos de les Açores, i per la materna, d'immigrants italians del poble de Castelluccio Superiore, a la regió de Basilicata, que van emigrar a Espírito Santo al segle XIX (famílies D'Amico i Lofiego). Tot i que va néixer a Vitória, Nara Leão es va traslladar a Rio de Janeiro quan només tenia un any, amb els seus pares i la seva germana Danuza, que va ser periodista i model.
Quan tenia dotze anys, el seu pare li va regalar una guitarra perquè li preocupava que fos tímida. Els seus professors van ser el popular músic i compositor Patrício Teixeira i el guitarrista clàssic Solon Ayala. Als 14 anys, l'any 1956, va decidir estudiar guitarra a l'acadèmia de Carlos Lyra i Roberto Menescal. Als 18 anys, Nara es va convertir en professora a l'acadèmia.
A finals de la dècada del 1950, va fer amistat amb diversos cantants i compositors que van participar en la revolució musical de la bossa nova, com Roberto Menescal, Carlos Lyra, Ronaldo Bôscoli, João Gilberto, Vinícius de Moraes i Antônio Carlos Jobim. Aleshores treballava al diari de Rio de Janeiro Última Hora, on hi feia de reportera. El pis dels seus pares a Copacabana, on sovint s'hi reunien músics associats a la creació de la bossa nova, va arribar a ser considerat erròniament el lloc on va néixer la nova música l'any 1958.

## Carrera professional
El 1963, després de cantar com a amateur durant uns anys, es va convertir en professional; el seu debut va ser la comèdia musical Pobre Menina Rica, de Vinícius de Moraes i Carlos Lyra, i posteriorment va fer una gira amb Sérgio Mendes pel Brasil, Japó i França. Aquell mateix any va gravar el seu primer tema en un estudi, «Naná», que va formar part de la pel·lícula Ganga Zumba. L'any 1964 va publicar el seu primer LP, Nara, en el qual ja deixava constància de les seves inquietuds socials.
Tot i ser considerada la musa de la bossa nova, musicalment va seguir diversos gèneres, com la samba do morro i la música del nord-est del Brasil.A mitjans de la dècada del 1960, la institució de la dictadura militar al Brasil la va portar a cantar lletres cada cop més polítiques i es va unir al moviment artístic que més endavant es coneixeria amb el nom de canção de protesto (cançó de protesta). El seu àlbum Show Opinião reflectia les seves creences polítiques i, en gran part, havia passat a la música política en aquest moment. El 1964 fins i tot va parlar en contra de la bossa nova com a moviment, titllant-lo d'"alienant". D'ençà, va ser percebuda com una dona valenta i una icona de la joventut del seu país, compromesa contra la situació política que s'hi vivia.
El 1966 va actuar al II Festival Internacional da Canção formant un duet amb Buarque; en el tema «A Banda» ja queda palès el seu retorn al lirisme de les cançons populars. Juntament amb Buarque va presentar el programa setmanal Pra Ver a Banda Passar a la televisió entre els anys 1966 i 1967.
El 1968 va unir-se al moviment tropicalista i va aparèixer a l'àlbum Tropicalia ou Panis et Circencis, interpretant "Lindonéia". A l'àlbum també hi apareixien els músics Gilberto Gil, Caetano Veloso, Gal Costa, Tom Zé, Capinam, Rogério Duprat, Torquato Neto i el grup Os Mutantes.
A causa de discrepàncies amb els productors de televisió, va prendre la decisió de mantenir-se allunyada del món televisiu durant tot un any. A finals del 1969 va marxar del Brasil per anar a París, on va gravar l'LP Coisas do Mundo (Universal); dos anys més tard, va publicar Dez Anos Depois (Polydor) i va retornar al seu país. El 1972 va aparèixer com a intèrpret i com a cantant a la pel·lícula Quando o Carnaval Chegar, de Carlos Diegues, amb qui s'havia casat abans d'anar-se'n a França. Durant la dècada del 1970 va abandonar la música per centrar-se en la seva família i iniciar els estudis de psicologia a la universitat (PUC).
Va tornar a la música més tard, i quan l'any 1979 li va ser diagnosticat un tumor cerebral inoperable, va augmentar la seva productivitat al màxim i va gravar onze àlbums més fins a la seva mort, el 1989.

## Vida personal
L'artista va estar compromesa sentimentalment amb el compositor i periodista Ronaldo Bôscoli; la seva relació va finalitzar el 1960 després d'assabentar-se que l'havia enganyada amb la cantant Maysa durant una gira a Buenos Aires. El 1965 va ser parella del poeta Ferreira Gullar, que aleshores estava casat amb la productora Tereza Aragão; quan va finalitzar la relació amorosa van mantenir l'amistat.
Posteriorment es va casar amb el director i guionista brasiler Carlos Diegues (Bye Bye Brasil), i fins i tot va actuar en algunes de les seves pel·lícules, com a actriu o bé com a cantant. A la seva primera filla li van posar el nom d'Isabel, i al seu fill, Francisco. El matrimoni es va separar el 1977.
Jairo Leão, el pare de Nara, es va suïcidar el 1981 al pis on vivia.

## Discografia
La seva discografia principal està formada pels següents àlbums:
| - 1964 - Nara (Universal) - 1964 - Opinião de Nara (Universal) - 1965 - O Canto Livre de Nara (Phillips) - 1965 - 5 na Bossa (Universal) - 1965 - Show Opinião (Phillips) - 1966 - Nara Pede Passagem (Universal) - 1966 - Manhã de Liberdade (Universal) - 1966 - Liberdade, Liberdade (Forma) - 1967 - Vento de Maio (Phillips/Universal) - 1967 - Nara (Universal) - 1968 - Nara Leão (Phillips) - 1969 - Coisas do Mundo (Universal) - 1971 - Dez Anos Depois (Universal) - 1972 - Quando o Carnaval Chegar | - 1974 - Meu Primeiro Amor (Universal) - 1977 - Os Meus Amigos São Um Barato (Phillips) - 1978 - ... E Que Tudo Mais Vá Pro Inferno (Universal) - 1979 - Nara Canta en Castellano (Universal) - 1980 - Com Açúcar, Com Afeto (Universal) - 1981 - Romance Popular (Universal) - 1982 - Nascí Para Bailar (Universal) - 1983 - Meu Samba Encabulado (Phillips) - 1984 - Abraços e Beijinhos e Carinhos Sem Ter Fim... Nara (Mercury) - 1985 - Garota de Ipanema (Polygram/Philips) - 1985 - Nara e Menescal - Um Cantinho, Um Violão (Universal) - 1987 - Meus Sonhos Dourados (Universal) - 1989 - My Foolish Heart (Phillips) |

## Filmografia
En la seva filmografia hi ha dos dels grans moments del cinema del Brasil. A la pel·lícula Quando o Carnaval Chegar (1972), de Carlos Diegues, hi interpreta Mimi, una dels protagonistes; hi apareix amb Maria Bethânia, Chico Buarque, Hugo Carvana, Antônio Pitanga i Ana Maria Magalhães que formen part d'un grup musical. També hi canta alguns temes, com «Soneto», de Chico Buarque, i «Cantores do Rádio», de Braguinha, as costat de Buarque i Bethânia. L'altre moment destacat és el que va protagonitzar amb Anecy Rocha en una de les escenes de la pel·lícula A Lira do Delírio (1978), de Walter Lima Jr., en la qual es fan un petó a la boca.
| Any  | Títol                    | Direcció                        | Notes                 | Ref.          |
| ---- | ------------------------ | ------------------------------- | --------------------- | ------------- |
| 1963 | Ganga Zumba              | Carlos Diegues                  |                       | [ 11 ] [ 12 ] |
| 1965 | O Desafio                | Paulo Cesar Saraceni            |                       | [ 13 ] [ 14 ] |
| 1966 | Onde a Terra Começa      | Ruy Santos                      |                       | [ 15 ] [ 16 ] |
| 1967 | Garota de Ipanema        | León Hirszman                   | Fa d'ella mateixa.    | [ 14 ] [ 12 ] |
| 1969 | Os Herdeiros             | Carlos Diegues                  | Interpreta una amiga. | [ 12 ] [ 16 ] |
| 1970 | O Tempo e o Som          | Bruno Barreto i Walter Lima Jr. | Fa d'ella mateixa.    | [ 15 ] [ 16 ] |
| 1972 | Quando o Carnaval Chegar | Carlos Diegues                  | Interpreta Mimi       | [ 12 ] [ 16 ] |
| 1973 | As Moças Daquela Hora    | Paulo Porto                     |                       | [ 17 ] [ 4 ]  |
| 1974 | Um Homem Célebre         | Miguel Faria Jr.                |                       | [ 12 ] [ 4 ]  |
| 1978 | A Lira do Delírio        | Walter Lima Jr.                 |                       | [ 12 ] [ 4 ]  |

També ha aparegut, a través d'imatges d'arxiu, en els documentals Infinita Tropicália (1986, d'Adilson Ruiz), Vinícius (2005, de Paulo Thiago), Coisa Mais Linda: Histórias e Casos da Bossa Nova (2005, de Paulo Thiago), Cartola - Música Para os Olhos (2007, de Lírio Ferreira i Hilton Lacerda), Dominguinhos (2014, de Mariana Aydar, Eduardo Nazarian i Joaquim Castro) i This is Bossa Nova (2016, de Paulo Thiago).